# Angelita Rodríguez Preciado
Angelita Rodríguez (Ciudad Real, 1916 - Alacant, 1999) fou una política socialista espanyola.
Nascuda a Almagro, estudià el batxillerat a Ciudad Real, on va començar a militar als setze anys en la Federació Universitària Espanyol (FUE) i, poc després, en les Joventuts Socialistes i en la UGT. La seua primera detenció es va produir el 1934, mentre feia una pintada contra les penes mort dictades per la vaga revolucionària d'octubre d'aquell any. Durant la Guerra Civil, va romandre a Ciudad Real i contribuí a organitzar milícies i a la confecció de roba per als combatents. El 1937 fou elegida secretària femenina de les Joventuts Socialistes i estigué en una escola d'estiu de la Joventut Socialista Unificada a Castelló.
A finals de març de 1939 va arribar al port d'Alacant, hores després de l'eixida del Stanbrook. Hi fou detinguda per les tropes franquistes i va passar al camp dels Almendros i, d'allà, al cinema Ideal i al reformatori d'Alacant. Jutjada en consell de guerra sumaríssim a Ciudad Real, l'agost de 1939, fou condemnada a mort, pena que li fou commutada vuit mesos després per la de trenta anys de presó, dels quals va complir quinze en presons de Tarragona, Barcelona, Madrid (Ventas) i Segòvia. Quan va eixir en juliol de 1953 en llibertat condicional amb bandejament, va treballar com a infermera i va acabar establint-se a Alacant el 1974: fins al maig de 1969 havia hagut de presentar-se periòdicament a la policia.
El 1975 es va reincorporar al PSOE a Alacant. Ja durant els anys de la transició, fou membre del Comitè Federal del PSOE, secretària comarcal del PSPV a l'Alacantí i tot un referent per a la militància socialista alacantina que, poc després de la seua mort, li va retre un homenatge en què intervingueren Alfonso Guerra i Joan Romero.